# مانانا آناساشویلی
مانانا آناساشویلی (به گرجی: მანანა ანასაშვილი) (زاده ۱۶ ژوئن ۱۹۵۲) یک پزشک، کارگردان فیلم، کارگردان نمایش، کارشناس سازمان موقوفه ملی برای دموکراسی(NED) و استاد تمام دانشگاه بازیگری اهل گرجستان است که به عنوان رئیس بخش روابط بین‌المللی آکادمی فیلم گرجستان نیز فعالیت می‌کند.

## زندگی و فعالیت
مانانا آناساشویلی در ۱۶ ژوئن ۱۹۵۲ در شهر تفلیس متولد شد. مادرش تینا باخیا، یک پزشک و پدرش نیکولوز یک معلم بود.
زمانی که در دبیرستان تحصیل می‌کرد، به نگارش کتاب نیز مشغول بود. در سال ۱۹۶۹ وی از مدرسه ریاضیات ایلیا وکوآ در با مدرک عالی (مدال طلا) فارغ‌التحصیل شد. پس ازآن در سال ۱۹۷۵ مدرک دکترای پزشکی را از دانشگاه پزشکی دولتی تفلیس دریافت کرد. همزمان با تحصیل رشته پزشکی، رشته تاریخ هنر را نیز در دانشکده هنر دانشگاه دولتی تفلیس ادامه داد و در سال ۱۹۷۶ با مدرک عالی فارغ‌التحصیل شد. وی چندین سال به طبابت مشغول بود.
آناساشویلی در سال ۱۹۸۱ از دانشکده کارگردانی تئاتر دانشگاه تئاتر و فیلم شوتاروستاولی با درجه عالی فارغ‌التحصیل شد و پس از آن به عنوان استادیار و سپس استاد تمام این دانشگاه خدمت کرد و به آموزش بازیگری و کارگردانی فیلم و تلویزیون پرداخت. وی از سال‌های ۱۹۸۳ تا ۱۹۸۵ و ۱۹۸۸ تا ۲۰۰۱ در صدا و سیمای عمومی گرجستان به عنوان مجری و کارگردان تلویزیونی برنامه «Kinonostalgia» کار کرد که در این دوران سابقه فعالیت در استودیوی کارتولی فیلم را نیز دارد. درسال ۲۰۰۳ وی مدرک کارشناسی ارشد مدیریت هنر را از دانشگاه ویسکانسین-مدیسن آمریکا دریافت کرد؛ و در همان سال سیستم استانیسلاوسکی را دراین دانشگاه تدریس می‌کرد. در سال ۲۰۰۵ وی موفق شد بورس تحصیلی دفتر امور آموزشی و فرهنگی وزارت امور خارجه ایالات متحده و بورس تحصیلی بنیاد بردلی را دریافت کند. وی یک ترم را به عنوان دانشجو مدعو در دانشگاه جان هاپکینز ایالات متحده گذرانده‌است. در همان زمان او به عنوان مدرس مهمان برای تدریس بازیگری استانیسلاوسکی در دانشگاه جورج واشینگتن آمریکا دعوت شد.
وی از سال ۲۰۰۵ استاد دانشگاه ایالتی میشیگان، دانشگاه ایلیا و AGILE می‌باشد. از سال ۲۰۱۲ وی به عنوان کارشناس موقوفه ملی برای دمکراسی فعالیت می‌کند.
وی از سال ۲۰۱۳ تا ۲۰۱۵ معاون رئیس اتحادیه سینماگران گرجستان بود و از سال ۲۰۱۹ تاکنون رئیس بخش روابط بین‌المللی آکادمی فیلم گرجستان است.

### یورونیوز
وی از ژوئن ۲۰۲۰ مربی سخنوری و گفتگوی عمومی در یورونیوز گرجستان است.

## جوایز و افتخارات
- جایزه مخصوص جشنواره فیلم Babelsberg
- جایزه جشنواره فیلم مولودیست
- جایزه جشنواره بین‌المللی فیلم مینسک
- جایزه مخاطبین جشنواره بین‌المللی فیلم سن پترزبورگ
- عقاب طلایی جشنواره بین‌المللی فیلم دریای سیاه